# Andrzej Szymańczak
Andrzej „Szczota” Szymańczak (ur. 15 maja 1968 w Warszawie, zm. 12 kwietnia 1998 tamże) – polski perkusista grup Closterkeller (w latach 1989–1991) i Kult (1992–1998). 

## Życiorys
Współautor płyty Purple z zespołem Closterkeller oraz albumów Kultu: Tata Kazika, Muj wydafca, Tata 2 i Ostateczny krach systemu korporacji. Brał też udział w nagraniu solowej płyty Kazika 12 groszy.
Zmarł nagle 12 kwietnia 1998 roku w wyniku zadławienia się gumą do żucia podczas snu. Była to bezpośrednia przyczyna jego śmierci, pośrednią były narkotyki. Pamięci Andrzeja Szymańczaka poświęcony został teledysk do utworu Komu bije dzwon zespołu Kult.. Został pochowany na cmentarzu Parafii św. Teresy od Dzieciątka Jezus i Męczenników Rzymskich w Warszawie.

## Dyskografia
| Closterkeller - 1990: Purple (1990) Kazik - 12 groszy (1997) | Kult - Tata Kazika (1993) - Muj wydafca (1994) - Tata 2 (1996) - Ostateczny krach systemu korporacji (1998) |